# Inowrocław
Inowrocław (← poloneza, germana: Inowrazlaw, Hohensalza 1904-1920/1939-1945) este un oraș în județul Inowrocław, voievodatul Cujavie-Pomerania, Polonia. Are o populație de 72.561 (2019) locuitori și suprafața de 30,42 km².